# Tillandsia mollis
Tillandsia mollis là một loài thuộc chi Tillandsia. Đây là loài đặc hữu của Bolivia.